# Indice de bien-être durable
 (février 2023).
Si vous disposez d'ouvrages ou d'articles de référence ou si vous connaissez des sites web de qualité traitant du thème abordé ici, merci de compléter l'article en donnant les références utiles à sa vérifiabilité et en les liant à la section « Notes et références ».
L’indice de bien-être durable (IBED) est un indicateur alternatif visant à remplacer le produit intérieur brut (PIB).
Le calcul de cet indice s'appuie approximativement sur la formule suivante :
Indice de bien-être durable = consommation marchande des ménages (base ou point de départ du calcul)

+ services du travail domestique

+ dépenses publiques non défensives

- dépenses privées défensives

- coûts des dégradations de l'environnement

- dépréciation du capital naturel

+ formation de capital productif.
Par son mode de calcul, il est très proche de l'Indicateur de progrès véritable.